# Takeuchi Dai
Dai Takeuchi (sinh ngày 31 tháng 5 năm 1992) là một cầu thủ bóng đá người Nhật Bản.

## Sự nghiệp câu lạc bộ
Dai Takeuchi đã từng chơi cho V-Varen Nagasaki.